# Émérencie
Ne doit pas être confondu avec Sainte Emérance.

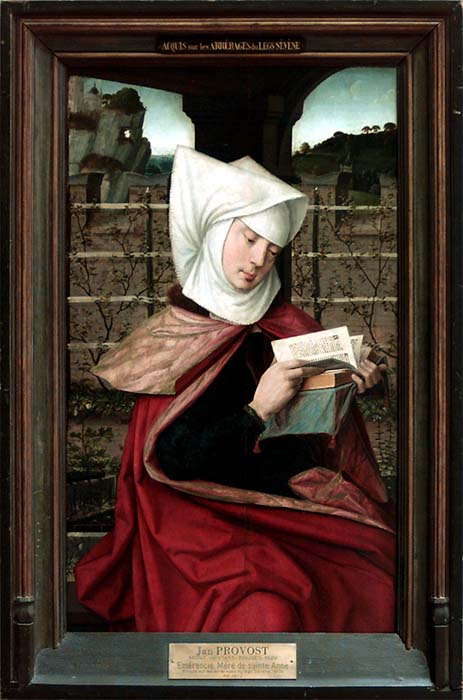
Jan Provost, Sainte Émérencie, Louvre.

Émérencie est le nom donné à la grand-mère de la Vierge Marie, dans la tradition et dans l'art de la fin du XVe siècle dans certains pays européens. Émérencie est la mère d'Ismérie et d'Anne, la mère de Marie. 

## Sources

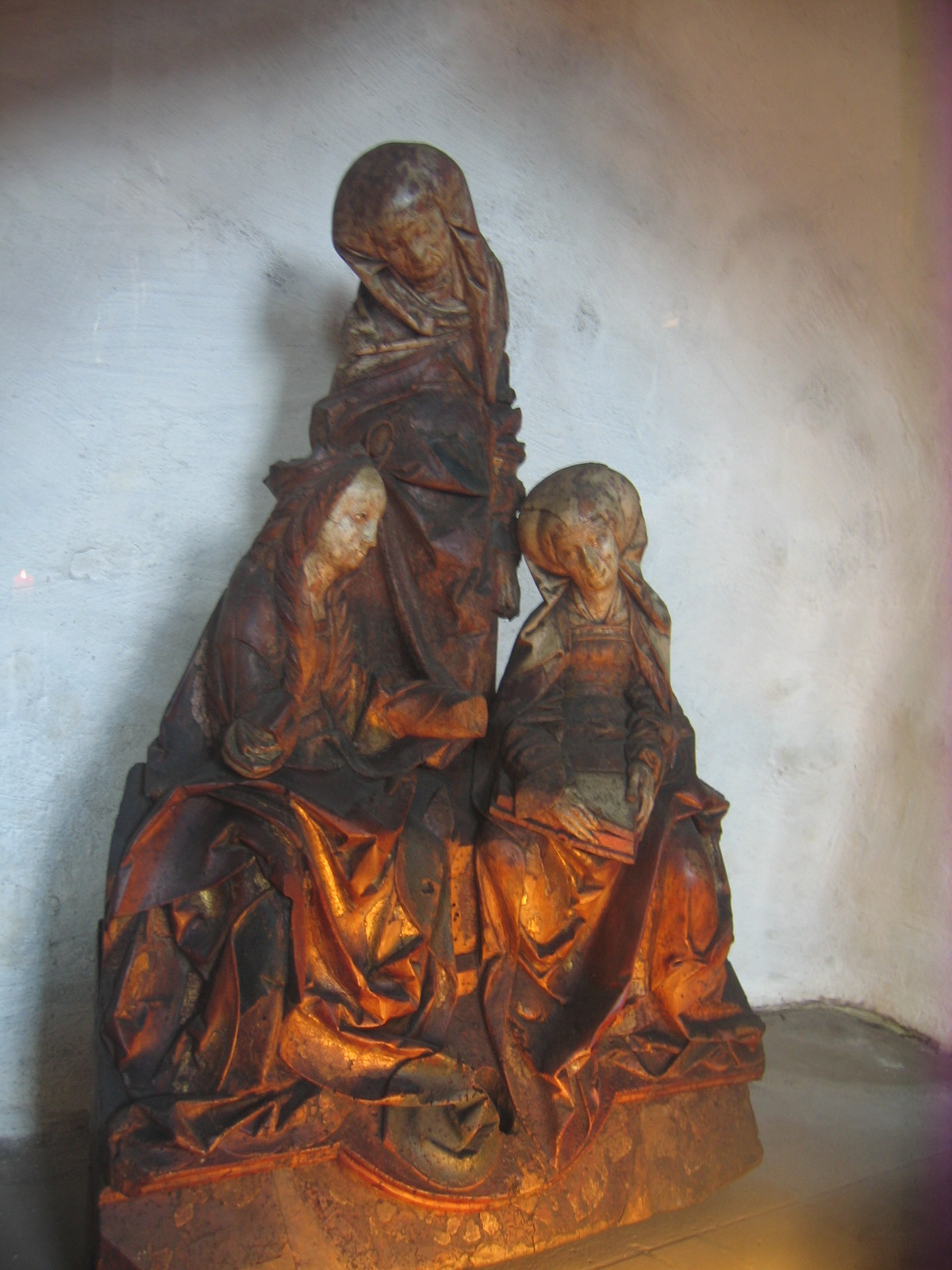
Groupe avec Émérencie, cathédrale à Minden, arrondissement de Minden-Lübbecke, Rhénanie-du-Nord-Westphalie.

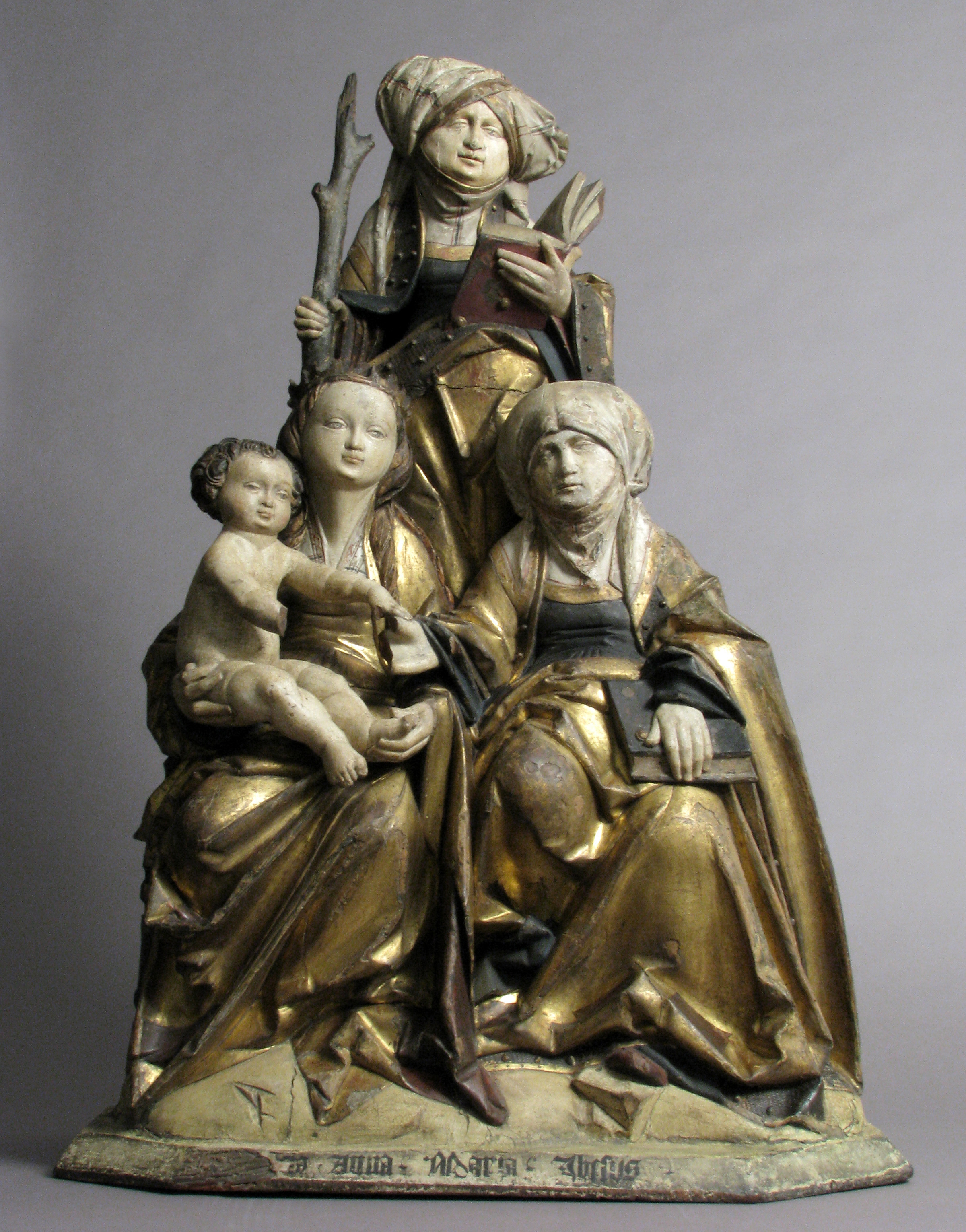
Groupe avec sainte Émérencie, Sainte Anne quaternaire, Metropolitan Museum of Art.

Les sources concernant Émérencie sont rares. Il n'y a pas de référence à la grand-mère de Marie, ni par nom ni autrement, dans le Nouveau Testament ni dans le Protévangile de Jacques ; ce dernier mentionne bien Joachim et Anne comme parents de Marie, mais ne nomme pas ses grands-parents.
C'est Jacques de Voragine, dans La Légende dorée, qui donne le récit de la famille d'Anne, mais ne mentionne pas sa mère. Une source mentionnant Émérencie est la traduction, publiée à Paris par Josse Bade en 1502, d'un ouvrage attribué à  Petrus Dorlandus (en) et intitulé Vita gloriosissime matris Anne, lui-même contenu dans une compilation plus importante :  Vita Iesu Christi ... ex evangelio et approbatis ab ecclesia catholica doctoribus sedule collecta per Ludolphum per Saxonia ; dans cet écrit, il est dit :

« Soixante-dix ans avant la naissance du Christ, une fille pieuse et d'une grande beauté avait l'habitude de rendre visite, avec l'autorisation de ses parents, aux fils des prophètes du mont Carmel. Elle rejetait l'idée du mariage, jusqu'à ce qu'un des carmélites eut un rêve prophétique, où il voyait une racine dont poussaient deux arbres, l'un avec trois branches, toutes en fleurs, mais une fleur plus pure et plus parfumée que toutes les autres... Puis on entendait une voix qui disait : Cette racine est notre Émérencie, elle est destinée à avoir de grands descendants »

Une autre source est  Johannes Eck, qui mentionne dans un sermon que les parents d'Anne s'appelaient Stollanus (ou Stolan) et Émérencie. Une source plus contemporaine est une vision de la mystique allemande Anna Katharina Emmerick qui est rapportée dans certains documents. Elle reprend pour l'essentiel la description de Josse Bade.

## Représentations dans l’art
Émérencie figure dans quelques représentations de la généalogie de Jésus, sous forme de peinture ou de sculpture; ces représentants des ancêtres et descendants de saint Anne ont fréquemment été réalisées par des artistes de la fin du XVe siècle et du début du XVIe siècle en Europe du Nord.